# حرب العملة

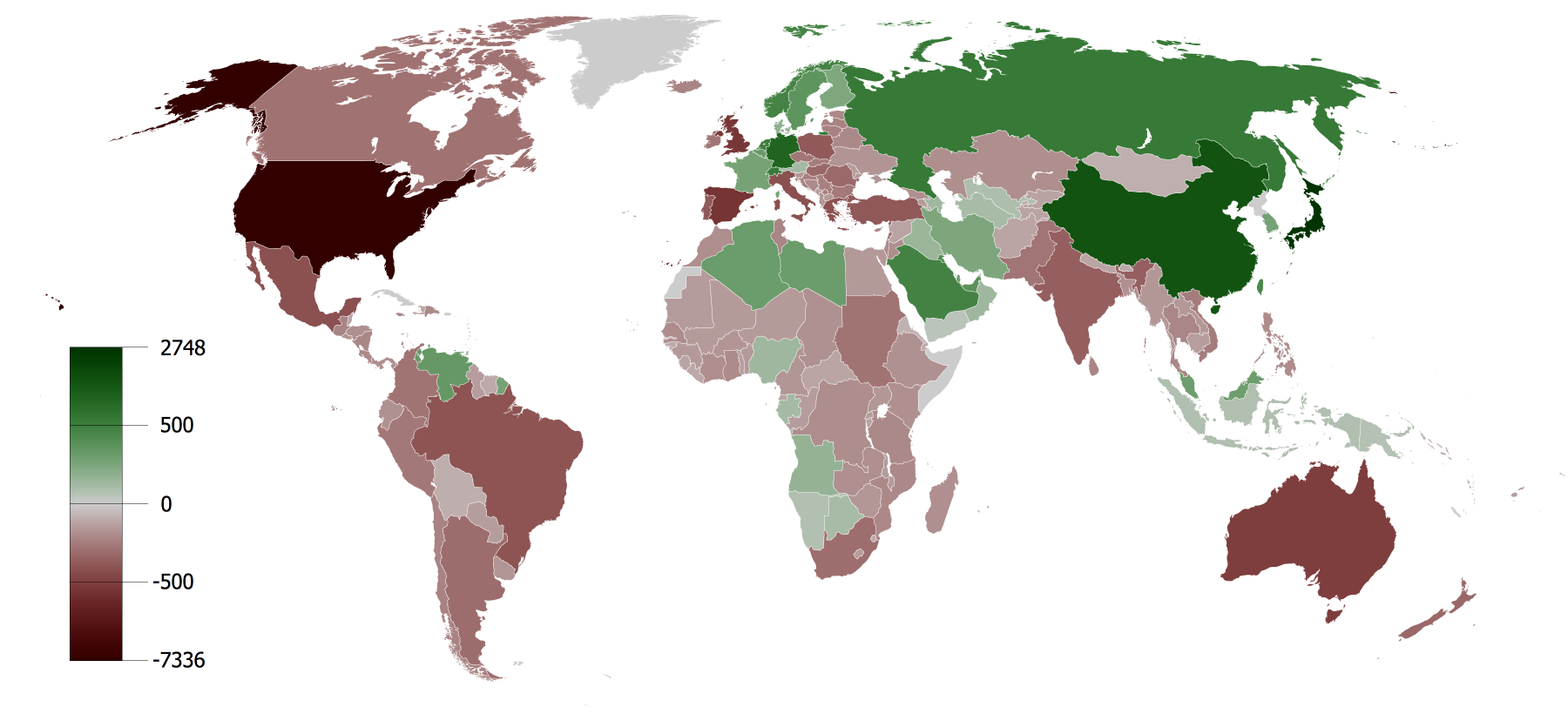
الرصيد التراكمي للحساب الجاري من عام 1980 حتى عام 2008.

تُعدّ حرب العملة (بالإنجليزية: Currency war) المعروفة أيضًا باسم انخفاض قيمة العملة التنافسية (بالإنجليزية: competitive devaluations)، شرطًا من شروط العلاقات الدولية إذ تسعى البلدان للحصول على ميزة تجارية عن البلدان الأخرى من خلال جعل سعر صرف عملة تلك البلدان ينخفض بالمقارنة مع عملاتها. ومع انخفاض سعر صرف عملة بلد ما، تُصبح الصادرات أكثر قدرةً على المنافسة في بلدان أخرى، في حين تصبح الواردات إلى البلد أكثر تكلفةً على البلد بحد ذاته. لكن كليهما يعود بالفائدة للصناعة المحلية، وبالتالي حلّ مشكلة العمالة والتوظيف، والتي تتلقى زيادة في الطلب من الأسواق المحلية والخارجية على حد سواء. بيد أن الزيادات في أسعار السّلع المستوردة من الخارج (فضلًا عن ارتفاع تكاليف السفر الأجنبي) لا تحظى بشعبية محلية لأنها تضرّ بالقوة الشرائية للمواطنين؛ وعندما تعتمد جميع البلدان إستراتيجية مماثلة كهذه، يمكن أن تؤدي إلى انخفاض عام في مستوى التجارة الدولية، ما يضر بجميع البلدان على حد سواء.
من الناحية التاريخية، كان حدوث انخفاض قيمة العملة نادرًا جدًا إذ فضلَّت البلدان بشكل عام الحفاظ على قيمة عالية لعملتها الخاصة. وقد سمحت البلدان أيضًا لقوى السوق بممارسة العمل، أو شاركت في نظم لأسعار الصرف المُدارة. حدث استثناء واحد فقط عندما اندلعت حرب العملة في ثلاثينيات القرن العشرين عندما تخلّت البلدان عن الغطاء الذهبي أثناء أزمة الكساد الكبير في أوروبا واستخدم نظام خفض قيمة العملة في محاولة لتحفيز اقتصاداتها. وبما أن ذلك يدفع بالبطالة إلى الخارج بشكل فعال، فقد انتقم الشركاء التجاريون بسرعة بتخفيض قيمة عملاتهم. تُعتبر هذه الفترة حالة سلبية بالنسبة لجميع المعنيين، لأن التغيرات التي لا يمكن التنبؤ بها في أسعار الصرف خفّضت سوق التجارة الدولية بشكل عام.
وفقًا لغويدو مانتيغا، وزير المالية البرازيلي السابق، اندلعت حرب العملة العالمية عام 2010. وقد ردّد هذا الرأي العديد من المسؤولين الحكوميين الآخرين والصحفيين الماليين من جميع أنحاء العالم. أشار كبار صانعي السياسات والصحفيين الآخرين إلى أن عبارة «حرب العملة» تُعتبر مبالغة كبيرة في تقدير مدى العِداء القائم. بوجود استثناءات قليلة، مثل مانتيغا، خلَّص حتى المعلقون الذين وافقوا على وجود حرب عملة في عام 2010 إلى أن هذه الحرب اندلعت بحلول منتصف عام 2011.
استخدمت الدول المشارِكة في تخفيض قيمة العملة التنافسية منذ عام 2010 مزيجًا من أدوات السياسة العامة، بما في ذلك التدخل الحكومي المباشر وفرض الضوابط على رؤوس الأموال والتيسير الكمّي غير المباشر. في حين شهدت بلدان عديدة ضغوطات تصاعدية غير مرغوب فيها على أسعار صرف عملتها وشاركت في الحجج المتداولة، وقد كان أبرز أُطر أزمات عامي 2010-11، الصراع الخطابي بين الولايات المتحدة والصين حول تقييم عملة رنمينبي (اليوان). في يناير من عام 2013، أثارت التدابير التي أعلنتها اليابان والتي كان من المتوقع أن تخفض قيمة عملتها المخاوف من اندلاع حرب عملة ثانية في القرن الحادي والعشرين، لكن هذه المرة مع المصدر الرئيسي لتلك المخاوف، ليس الصين في مواجهة الولايات المتحدة، بل اليابان في مواجهة منطقة اليورو. وبحلول أواخر شهر فبراير من العام ذاته، هدأت المخاوف من اندلاع حرب عملة جديدة، بعد أن أصدر مجموعة الدول الصناعية السّبع (جي 7) ومجموعة العشرين (جي 20) بيانات تلتزم فيها بتجنب تخفيض قيمة العملة التنافسية. بعد أن أطلق البنك المركزي الأوروبي برنامجًا جديدًا للتيسير الكمّي في يناير عام 2015، بدأ مرة أخرى تكثيفًا واضحًا للنقاش حول حرب عملة جديدة.

## خلفية
مع غياب تدخل السلطات الحكومية الوطنية في سوق الصرف الأجنبي، فإن سعر صرف عملة البلد تحدده بوجه عام قوى العرض ومطالب السوق في وقت ما. ويجوز للسلطات الحكومية أن تتدخل في السوق من وقت لآخر لتحقيق أهداف محددة في مجال السياسة العامة، مثل الحفاظ على ميزان تجارتها أو إعطاء مصدريها ميزة تنافسية فيما يتعلق بالتجارة الدولية.

### أسباب التخفيض المتعمّد
نادرًا ما يُعدّ تخفيض قيمة العملة، بما يترتب عليه من عواقب سلبية، إستراتيجية مفضلة من الناحية التاريخية. يرى الخبير الاقتصادي ريتشارد ن. كوبر أن خفض قيمة العملة بشكل كبير في عام 1971 يعدّ واحدًا من أكثر السياسات «المؤلمة» التي يمكن أن تتبناها الحكومة ــ فقد أدى ذلك إلى صرخات من الغضب والنداء باستبدال الحكومة بشكل دائم تقريبًا. ويمكن أيضًا أن يؤدي تخفيض قيمة العملة إلى تخفيض مستوى معيشة المواطنين إذ تنخفض قدرتهم الشرائية سواء عند شراء الواردات أو عند السفر إلى الخارج. يمكن أيضًا أن يزيد من الضغط التضخمي للسكان بشكل عام. ومن الممكن أن يؤدي تخفيض قيمة العملة إلى جعل مدفوعات الفائدة على الديون الدولية أكثر تكلفة في حال كانت هذه الديون مقرونة بالعملة الأجنبية، ما يؤدي بدوره إلى تثبيط كاهل المستثمرين الأجانب. على الأقل حتى القرن الحادي والعشرين، كان يُنظر إلى العملة القوية على أنها علامة على قوة البلد، في حين كان تخفيض قيمة العملة مرتبطًا بالحكومات الضعيفة.
بيد أنه عندما يعاني بلد ما من نسبة بطالة عالية أو يرغب في اتباع سياسة للنمو القائم على التصدير، فيمكن اعتبار انخفاض سعر الصرف أمرًا مفيدًا نوعًا ما. منذ أوائل الثمانينيات، اقترح صندوق النقد الدولي تخفيض قيمة العملة باعتباره حلًا محتملًا للدول النامية التي تنفق باستمرار على الواردات أكثر مما تجنيه من صادرات. إن انخفاض قيمة العملة المحلية من شأنه أن يرفع سعر الواردات في حين يجعل الصادرات أرخص ثمنًا. وهذا من شانه أن يساهم في تشجيع المزيد من الإنتاج المحلي، وهو ما يؤدي بدوره إلى رفع معدلات تشغيل العمالة والناتج المحلي الإجمالي (جي دي بي). بيد أن هذا التأثير الإيجابي ليس مضمونًا بالكامل، على سبيل المثال، التأثيرات الناجمة عن حالة مارشال – ليرنر. يمكن النظر إلى تخفيض قيمة العملة على أنه حلّ مفيد لمشكلة البطالة عندما يتم استبعاد الخيارات الأخرى، مثل زيادة الإنفاق العام الناجمة عن ارتفاع نسبة الدين العام، أو عندما يعاني بلد ما من عجز في ميزان المدفوعات، ما يًساعد على تصحيحه في المستقبل. ومن أسباب تفضيل تخفيض قيمة العملة الشائع بين الاقتصادات الناشئة أن الحفاظ على سعر صرف منخفض نسبيًا يساعدها على بناء احتياطي من النقد الأجنبي، وهو ما يمكن أن يقي من الأزمات المالية في المستقبل.